# Рязанцев, Александр Михайлович
Александр Михайлович Рязанцев (1914—05.1945) — помощник командира стрелковой роты 244-го стрелкового полка (41-я стрелковая дивизия, 69-я армия, 1-й Белорусский фронт) старший сержант, участник Великой Отечественной войны, кавалер ордена Славы трёх степеней.

## Биография
Родился в 1914 году в селе Максич ныне Пирятинского района Полтавской области Украины в семье крестьянина. Русский. Образование начальное. Работал в колхозе.
В ноябре 1943 года был призван в Красную Армию Пирятинским райвоенкоматом. С декабря 1943 года участвовал в боях с захватчиками. Воевал в составе 244-го стрелкового полка 41-й стрелковой дивизии, был командиром отделения стрелковой роты. Участвовал в Люблин-Брестской, Варшавско-Познанской и Берлинской наступательных операциях, форсировании рек западный Буг, Висла и Одер, освобождении Польши.
21 июля 1944 года при форсировании реки Западный Буг близ населенного пункта Дубенка (Польша) со своим отделением одним из первых переправился через водную преграду и захватил плацдарм на левом берегу. Отбив контратаки и преследуя противника, в числе первых с отделением ворвался в расположение врага и гранатами подавил дзот.
Приказом по частям 41-й стрелковой дивизии (№ 99/н) от 2 августа 1944 года сержант Рязанцев Александр Михайлович награжден орденом Славы 3-й степени.
15 февраля 1945 года при прорыве обороны противника близ населенного пункта Калау (земля Бранденбург,  Германия) с бойцами отделения под пулеметным огнем преодолел проволочные заграждения, скрытно подобрался к дзоту и, забросав амбразуру гранатами, заставил замолчать пулемет. 
Приказом от 28 февраля 1945 года сержант Рязанцев Александр Михайлович награжден орденом Славы 2-й степени.
16 апреля 1945 года в наступательных боях в районе города Лебус (Германия) во главе стрелкового отделения ворвался в траншею противника, гранатами и огнем из автомата поразил до 10 солдат и подавил 3 пулемета. Все попытки врага выбить отделение с занятых позиций бойцами были отражены. В этом бою был ранен, но остался в строю. Был представлен к награждению орденом Славы 1-й степени.
18 апреля при отражении контратаки противника, командуя взводом, рассеял до 20 солдат противника, забросал гранатами пулемет. Награжден орденом Красной Звезды.
Достоверных сведений о дальнейшей судьбе нет. 
Указом Президиума Верховного Совета СССР от 15 мая 1946 года старший сержант Рязанцев Александр Михайлович награжден орденом Славы 1-й степени. Стал полным кавалером ордена Славы.

## Награды
- - Орден Красной Звезды(18.06.1945)[2];
- Полный кавалер ордена Славы:
  - орден Славы I степени(15.05.1946)[3];
  - орден Славы II степени (28.02.1945)[4];
  - орден Славы III степени (02.08.1944)[5];

## Память
- Его имя увековечено в Главном Храме Вооружённых сил России, и навсегда запечатлено на мемориале «Дорога памяти»